# ГЕС Нівіль II
ГЕС Нівіль II (ісп. Nihuil II) — гідроелектростанція в центральній Аргентині в провінції Мендоса. Знаходячись між ГЕС Nihuil I (вище за течією) та ГЕС Nihuil III, входить до складу каскаду на річці Атуель, правій притоці Десагуаде́ро, яка в свою чергу є лівою притокою Ріо-Колорадо, що впадає в Атлантичний океан за сотню кілометрів південніше від Баїя-Бланки.
У межах проекту річку в ущелині перекрили бетонною гравітаційною греблю Aisol висотою 40 метрів та довжиною 85 метрів, яка потребувала 31 тис. м3 матеріалу. Вона утримує дуже невелике водосховище (площа поверхні лише 0,07 км2 при об'ємі 0,45 млн м3), проте забезпечує відведення ресурсу до дериваційного тунелю довжиною 10 км та діаметром 4,6 метра. Останній прямує під правобережним гірським масивом та на завершальному етапі сполучений з надземним балансувальним резервуаром баштового типу. Основне обладнання станції складають шість турбін типу Френсіс — чотири потужністю по 22 МВт встановили у 1968-му, а за чотири роки до них додали дві по 25,6 МВт. При напорі у 180 метрів вони забезпечують виробництво 380 млн кВт-год електроенергії на рік.